# Hroznětín
Hroznětín – miasto w Czechach, kraju karlowarskiego. W 2016 r. miasto to zamieszkiwało 2006 osób.

## Historia
Pierwsza wzmianka o mieście w połowie XIII w. Od r. 1499 w Hroznětínie istniało żydowskie getto.